# HD 68456
HD 68456 è una stella bianco-gialla nella sequenza principale di magnitudine 4,76 situata nella costellazione della Carena. Dista 65 anni luce dal sistema solare.

## Osservazione
Si tratta di una stella situata nell'emisfero celeste australe. La sua posizione è fortemente australe e ciò comporta che la stella sia osservabile prevalentemente dall'emisfero sud, dove si presenta circumpolare anche da gran parte delle regioni temperate; dall'emisfero nord la sua visibilità è invece limitata alle regioni temperate inferiori e alla fascia tropicale. La sua magnitudine pari a 4,8 fa sì che possa essere scorta solo con un cielo sufficientemente libero dagli effetti dell'inquinamento luminoso.
Il periodo migliore per la sua osservazione nel cielo serale ricade nei mesi compresi fra dicembre e maggio; nell'emisfero sud è visibile anche all'inizio dell'inverno, grazie alla declinazione australe della stella, mentre nell'emisfero nord può essere osservata limitatamente durante i mesi della tarda estate boreale.

## Caratteristiche fisiche
La stella è una bianco-gialla nella sequenza principale ma è anche una binaria spettroscopica, la cui compagna è una nana bianca all'elio; il trasferimento di massa dal progenitore della nana bianca potrebbe essere la causa dell'aspetto di vagabonda blu della principale, che appare molto più giovane rispetto alla sua effettiva età, che è di circa 10 milioni di anni.
Possiede una magnitudine assoluta di 3,11 e la sua velocità radiale positiva indica che la stella si sta allontanando dal sistema solare.